# Déni d'orgasme
Le déni d'orgasme ou privation d'orgasme, fréquemment nommé Tease and denial (T&D), est dans le champ des pratiques BDSM, une expression utilisée pour toute technique de stimulation sexuelle d'un individu (généralement masculin) pour provoquer un intense désir, mais sans aller jusqu'à l'orgasme. Le T&D est généralement pratiqué pour provoquer du plaisir auprès de la personne ainsi stimulée, en l'amenant une (ou plusieurs) fois à la limite de l'orgasme, sans aller jusqu'à son accomplissement ; il en résulte un sentiment puissant de frustration sexuelle, et une excitation supplémentaire d'une durée variable.

## Pratique
Amener quelqu'un à la limite est appelée edging. Cette pratique, en complément à l'excitation sexuelle prolongée, provoque habituellement des sécrétions de liquide séminal, qui peut être utilisé comme lubrifiant durant cette pratique. C'est un signe concret des effets des « taquineries » (teasing) sexuelles provoquées. Blue balls, ie. « testicules bleus », est un autre signe concret des « tourments » (teasing) appliqués, et un effet secondaire du déni d'orgasme.
Les hommes ayant une libido importante peuvent ainsi être amenés à la limite de l'orgasme plusieurs fois au cours d'une même partie/session. Toutes les hormones et principes chimiques[réf. nécessaire] libérés dans l'organisme habituellement au cours de relations sexuelles normales, sont émises de nombreuses fois au cours de la période de edging, mais sans nécessité de résilience, puisqu'il n'y a pas d'éjaculation.
Le T&D est particulièrement, mais pas nécessairement pratiqué dans le cadre de relations BDSM,.

## But recherché
Le déni d'orgasme peut être pratiqué en solo par la masturbation. C'est une pratique masturbatoire intensive, pouvant atteindre une quinzaine d'heures journalières, et ce sur plusieurs jours, voire semaines en se retenant de céder à l'orgasme ou l'éjaculation. Le but, évidemment, est comme dans le SM de provoquer une frustration intense, mais doublée d'une stimulation masturbatoire quasi permanente via les organes génitaux, l'anus, la bouche ou toute autre partie du corps. 
En effet, en concentrant les efforts pour stimuler avec précision des zones stratégiques du pénis, il s'agit de provoquer une excitation sexuelle continue de plus en plus intense, de maintenir longtemps des sensations de plaisir diffus et irrésistible dans la région sexuelle, d'approcher doucement et lentement le bord de l'orgasme, avant d'arrêter soudainement la stimulation, interdisant la jouissance libératrice tant attendue. La frustration est telle que l'esprit devient obsédé par l'envie de jouir, jusqu'à mendier. 
Le processus peut être accompagné par des pratiques (travestisme, exhibitionnisme, voyeurisme, fétichisme, ondinisme, etc.) qui ne se pratiquent pas toujours seul, afin d'augmenter le plaisir et la tension sexuelle.
Une tension sexuelle exacerbée, doublée d'une frustration, mènent à une désinhibition presque totale face aux interdits, ce qui est le but recherché dans ce genre de pratique.
Le fantasme, l'imaginaire, braver l'interdit moral et social, le plaisir lié à la honte, à l'humiliation et à la réalisation du fantasme, conditionnent le passage à l'acte et à l'autorisation de la jouissance/éjaculation.
L'orgasme est atteint sous certaines conditions, après avoir ressenti une désinhibition des interdits, activant ainsi le passage à l'acte du fantasme à réaliser, sans ressentir aucune gène, mais au contraire un plaisir intense.